# Šport u 1926.
◄◄ | ◄ | 1923. | 1924. | 1925. | 1926.  | 1927. | 1928. | 1929. | ► | ►►
Arhitektura • Astronomija • Biologija • Film • Fotografija • Glazba • Kazalište • Kemija • Kiparstvo • Knjige • Književnost • Kršćanstvo • Meteorologija • Medicina • Planinarstvo • Politika • Pravo • Promet • Slikarstvo • Strip • Šport • Televizija • Znanost • Zrakoplovstvo • Željeznički promet
Šport u 1926.

## Svijet

### Natjecanja

#### Kontinentska natjecanja

##### Europska natjecanja
- Od 18. do 22. kolovoza – prvo Europsko prvenstvo u vaterpolu, u Budimpešti u Mađarskoj: prvak Mađarska

### Osnivanja
- FK Borac Banja Luka, bosanskohercegovački nogometni klub
- APOEL FC, ciparski nogometni klub
- PAOK F.C., grčki nogometni klub
- FC Lorient, francuski nogometni klub
- FK Čukarički Beograd, srpski nogometni klub
- Real Oviedo, španjolski nogometni klub

## Hrvatska i u Hrvata

### Osnivanja
- NK Trešnjevka Zagreb, hrvatski nogometni klub

## Vanjske poveznice
|  | Zajednički poslužitelj ima još gradiva o temi Šport u 1926. |